# We Don't Have to Take Our Clothes Off
We Don't Have to Take Our Clothes Off is een nummer van de Amerikaanse zanger Jermaine Stewart. Het is de eerste single van zijn tweede studioalbum Franctic Romantic uit 1986. Op 27 mei dat jaar werd het nummer op single uitgebracht.

## Achtergrond
De boodschap van de plaat is volgens Stewart dat je niets 'moet' en niet per se allerlei moeilijke dingen hoeft te doen die de maatschappij je oplegt. "We Don't Have to Take Our Clothes Off" werd in diverse landen een hit. De plaat bereikte in Stewarts' thuisland de Verenigde Staten de 5e positie in de Billboard Hot 100. In Canada werd de 2e positie bereikt, in Australië de 37e, Nieuw-Zeeland de 27e, Ierland de 4e en in het Verenigd Koninkrijk de 2e positie in de UK Singles Chart.
In Nederland was de plaat op maandag 19 mei 1986 de 324e AVRO's Radio en TV-Tip op Radio 3 en werd een  grote hit in de destijds twee hitlijsten op de nationale publieke popzender. De plaat bereikte de 13e positie in de Nationale Hitparade en piekte op de 7e positie in de Nederlandse Top 40. In de Europese hitlijst op Radio 3, de TROS Europarade, werd géén notering behaald.
In België bereikte de plaat de 10e positie in zowel de voorloper van de Vlaamse Ultratop 50 als de Vlaamse Radio 2 Top 30.